# Aiguille d'Entrèves
L'Aiguille d'Entrèves (3.600 m s.l.m.) è una montagna del Massiccio del Monte Bianco situata lungo il confine tra la Francia e l'Italia.

## Caratteristiche
La montagna è collocata lungo la cresta che dal Colle del Gigante sale al Monte Maudit e poi alla vetta del Monte Bianco. Più in particolare si trova tra l'Aiguille de Toula e la Tour Ronde.

## Salita alla vetta
Si può salire sulla vetta partendo dal Rifugio Torino oppure da Punta Helbronner dove arriva la Funivia dei Ghiacciai. Partendo dal rifugio si sale prima al Col Flambeaux (3.407 m) e poi si risale al col d'Entreves (3.517 m), colle che separa l'Aiguille d'Entrèves dalla Tour Ronde. Infine si risale la cresta sud che prima è nevosa e poi rocciosa.